# エキサイトベースボールマネージャーズ
『エキサイトベースボールマネージャーズ』は、TBSラジオで2007年度・2008年度のプロ野球のシーズンオフ期間中に放送されていたラジオ番組。通称はエキマネ。
同局のプロ野球ナイター中継である『TBSラジオ エキサイトベースボール』に代わって放送される、プロ野球を中心としたスポーツ情報バラエティである。平日の同期間・時間帯の前身番組は『エキサイトスタジアム』（2006年10月〜2007年3月）。
2007年度は火曜日から金曜日までの週4日放送であったが、2008年度は前年度に放送された『エキサイトベースボールサタデー』『エキサイトベースボールサンデー』を統合する形で週末版の放送が新設された。
2009年度は後続枠であった『Kakiiin』が18時台にも拡大するため平日版は廃止。週末版のみ『サタデー・スポーツマネージャー』『サンデー・スポーツマネージャー』に改題して再スタートすることになった。

## 放送時間

### 2008年度
2008年9月30日から2009年4月1日に放送。
- 火曜日－金曜日 17:50-19:00（TBSラジオのみ放送）
- 土曜日 17:30-19:30（17:30-18:00と19:00-19:30はTBSラジオのみ放送。TBSラジオは全国ニュース番組『ウィークエンドネットワーク』を内包）
- 日曜日 17:30-20:00（17:30-18:00と19:00-20:00はTBSラジオのみ放送。『中嶋常幸のティーグラウンドへようこそ!』を内包）

### 2007年度
2007年10月3日から2008年3月21日に放送。当初は同年10月2日放送開始予定であったが、野球中継が入ったため1日遅れの放送開始となった。
- 火曜日－金曜日 17:50-19:00（TBSラジオのみ放送）

## ネット局
2008年度は土曜日と日曜日に限り、前番組からの流れを引き継ぐ形で18時台がJRN系のネット番組扱いとなり、一部の地方局でも部分的に放送される。地方局は18:00飛び乗り、19:00飛び降りとなる。
キー局であるTBSラジオが当該放送時間帯にプロ野球中継などを編成する場合、土曜日と日曜日については地方局向け裏送りの1時間番組として放送される。ネット局のない平日は全面休止となるが、17:50-18:00の10分間だけ放送する場合もある。
- 土曜日・日曜日ともネット:山梨放送、北日本放送、福井放送
- 土曜日のみネット:秋田放送、北陸放送
- 日曜日のみネット:新潟放送、山陰放送、山陽放送、四国放送、高知放送

なお、2008年11月22日（土曜日）は、TBSラジオでは18:00-19:00に特別番組『ペナルティのecoスタイルで行こう』が編成されたため、同番組をサンドイッチした17:30-18:00と19:00-19:30の2部構成で本番組を放送し、地方局向けの18:00-19:00の裏送り放送も別に行うという変則的な放送形態となった。
2008年11月1日、11月8日（土曜日）は日本シリーズ中継のため、中継のない秋田放送でのみ放送される事になり、番組中その旨が説明された。11月1日の放送において、番組開始となる18:00から放送事故が発生し、無音や音楽が流れる状態が続いた後、約5分後に復旧された。この間も番組は進行していたようであり、放送事故に関する説明はされなかった。

## 出演者
当番組のパーソナリティは「エキサイト・ベースボール部」のマネージャーという設定。名前の手前に○印が付いた人物はTBSアナウンサーである。パーソナリティ・アシスタント共に、都合で出演できない場合は、他の曜日のパーソナリティ・アシスタントが代理で担当する。

### 2008年度

#### パーソナリティ
- 磯山さやか（火・日。仕事の都合で録音となる場合がある）
- ○岡村仁美（水）
- 岡村麻純（木）※水曜日担当の岡村仁美アナウンサーの実妹
- ○出水麻衣（金）
- ○枡田絵理奈（土）

#### アシスタント
- ○佐藤文康（火・日）
- ○新タ悦男（水）
- ○小笠原亘（木・土）
- ○伊藤隆佑（金）

#### その他
- 青木真麻（2009年3月13日のTBS労組ストに伴い、出水アナの代役を務めた）

### 2007年度

#### パーソナリティ
- 磯山さやか（火・水）
- 福井仁美（木）
- ○岡村仁美（金）

#### アシスタント
- ○小笠原亘（火）
- ○佐藤文康（水・木）
- ○新タ悦男（金）

#### その他
- 岡村麻純（2007年度は金曜日に不定期出演したほか、火・水曜日担当の磯山の代役を務めることもあった）
- 青木真麻（番組初期の1回だけ岡村アナの代役を務めた）

### ゲスト出演が多いプロ野球選手
- 宮本慎也（東京ヤクルトスワローズ）
- 三浦大輔（横浜ベイスターズ）
- 清水直行（千葉ロッテマリーンズ）
- 井端弘和（中日ドラゴンズ）
- 上原浩治（読売ジャイアンツ）
- 内海哲也（読売ジャイアンツ）

宮本、三浦、清水、上原は前番組の『エキサイトスタジアム』のパーソナリティであった。宮本は番組の「キャプテン」（2007年度）「顧問」（2008年度）として扱われている。

## 主なコーナー
エキマネ・ロッカールーム
現役のプロ野球選手が出演。
スポーツ現場にアタック
パーソナリティ・アシスタントがさまざまなスポーツを取材し、時には自ら挑戦する。
このコーナーのタイトル音は森本毅郎・スタンバイ!の１コーナー「現場にアタック」のタイトル音に各曜日のパーソナリティーが「スポーツ」と叫んだものを被せて使用している。
がんばれ!マネージャーズ
スポーツに限らず各業界で活躍する女性に話を聞く。
2008年度は曜日によってはインタビューの対象が異なり、男性が出演する機会が増えた。

### 2008年度
スポーツ 私の履歴書
帯コーナー（TBSラジオのみ放送）。青木真麻が元スポーツ選手に話を聞く。
教えて宮本先生
水曜日放送。宮本慎也がリスナーからの質問や相談に答える。
鉄人みゅ〜じっく
金曜日放送。衣笠祥雄が曲を紹介する。
大沢親分の野球道
土曜日放送（TBSラジオのみ）。大沢啓二が毎週一つの話題についてコメントする。

### 2007年度
この年度、番組に出演したプロ野球選手には「エキサイト・ベースボール部」の部員として希望する背番号が与えられるという趣向があり、複数選手で競合した場合には番組内でゲーム対決が行われた。
エキマネ・テレフォンショッキング
金曜日放送。宮本慎也を起点に、プロ野球選手が毎回電話出演し、交友のある選手を次回の出演者として紹介していった。